# Rafael Freyre
Koordinaten: 21° 2′ N, 76° 0′ W

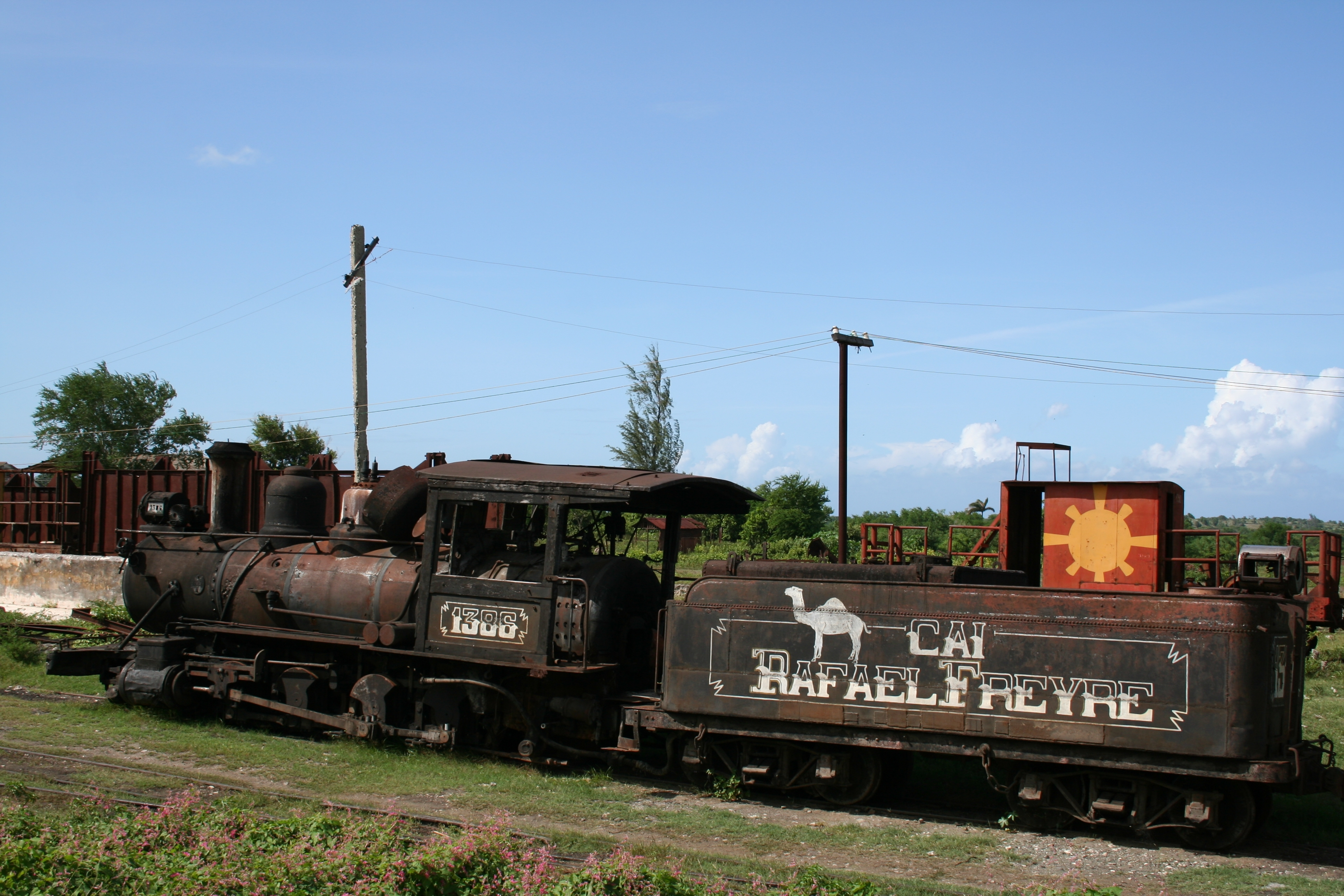
Schmalspurdampflokomotive auf dem Gelände der Zuckermühle Rafael Freyre

 Rafael Freyre ist ein Municipio im Norden der kubanischen Provinz Holguín. Die gleichnamige Stadt Rafael Freyre, Verwaltungssitz des Municipios, ist auch unter dem Namen Santa Lucía bekannt. Dominiert wird der Ort durch die gleichnamige Zuckermühle Rafael Freyre.
In der ca. 5 km nördlich der Stadt gelegene Bahía de Bariay landete Christoph Kolumbus 1492 auf seiner ersten Reise in die Neue Welt, um eine Siedlung der Arawak (Ureinwohner Kubas) zu untersuchen. Zuvor hatte er nur eine unbewohnte Insel auf den heutigen Bahamas besucht.
Folgende Orte gehören zum Municipio: Rafael Freyre (Santa Lucía, Verwaltungssitz), Fray Benito, Melones, Potrerillo, Bariay, Juan Cantares, La Ceiba, Playa Pesquero.

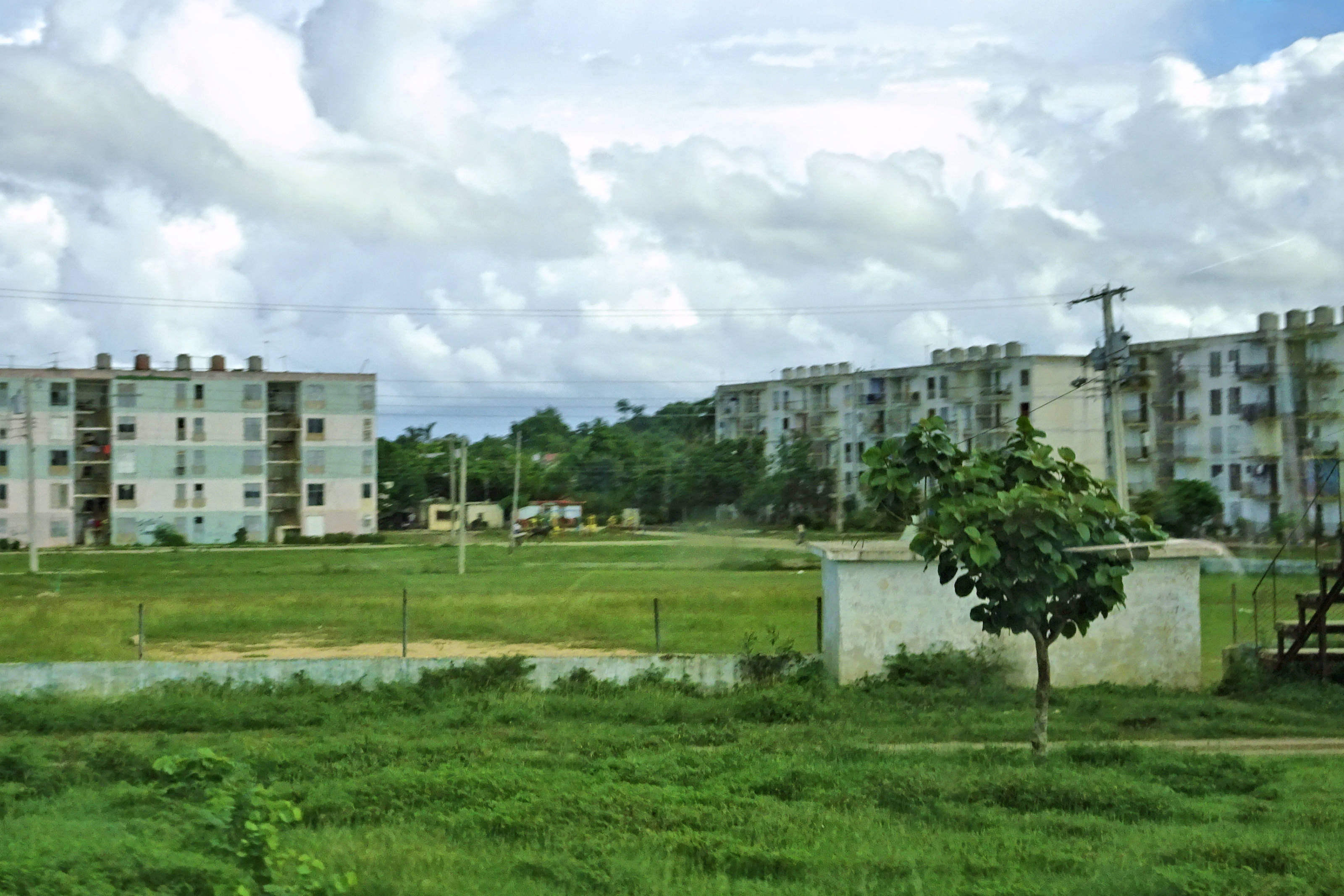
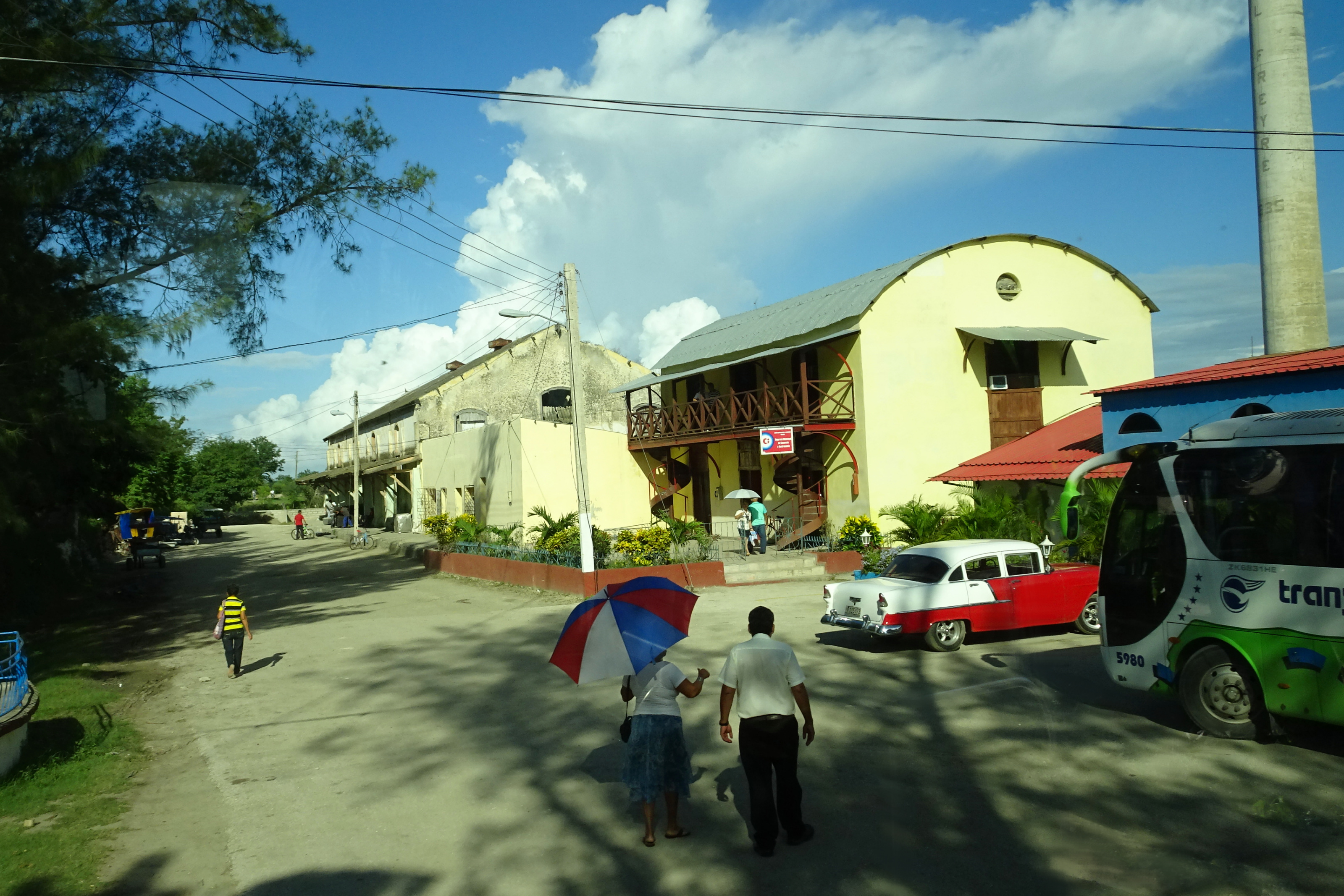